# Discografie van Tony Marshall
Deze discografie is een overzicht van het muzikale werk van de Duitse schlagerzanger Tony Marshall. Volgens de bronnen heeft hij tot nu toe meer dan 20 miljoen platen verkocht. Zijn meest succesvolle publicatie is de single Schöne Maid met meer dan drie miljoen verkochte exemplaren. In Duitsland is zijn meest succesvolle publicatie de single Komm gib mir deine Hand, die daar een miljoenenseller werd en daarmee een van de best verkochte hits en best verkochte singles in het land in de jaren 1970.

## Albums

### Studioalbums
| Jaar | Titel Muzieklabel | Hitlijstklassering | Hitlijstklassering | Hitlijstklassering | Hitlijstklassering | Hitlijstklassering | Opmerkingen                                        |
| Jaar | Titel Muzieklabel | DE                 | AT                 | CH                 | BEF                | NL                 | Opmerkingen                                        |
| ---- | --- | ------------------ | ------------------ | ------------------ | ------------------ | ------------------ | -------------------------------------------------- |
| 1970 | Wenn du allein zu Hause bist Decca Records (Decca)                                                                                | —                  | —                  | —                  | —                  | —                  | Eerste publicatie: 1970                            |
| 1972 | Schöne Maid Ariola (Ariola) | 2 (12 maanden)     | —                  | —                  | —                  | —                  | Eerste publicatie: januari 1972 Verkoop: + 250.000 |
| 1972 | Ich fang für euch den Sonnenschein Ariola (Ariola)                                                                                | 17 (6 maanden)     | —                  | —                  | —                  | —                  | Eerste publicatie: oktober 1972                    |
| 1973 | Die größten Polka-Hits mit Tony Marshall und seinen lustigen Musikanten ook bekend als: Meine Rosa ist aus Böhmen Ariola (Ariola) | 33 (5 maanden)     | —                  | —                  | —                  | —                  | Eerste publicatie: augustus 1973                   |
| 1973 | Junge, die Welt ist schön Ariola (Ariola)                                                                                         | 22 (4 maanden)     | —                  | —                  | —                  | —                  | Eerste publicatie: december 1973                   |
| 1974 | Hinaus in die Ferne Ariola (Ariola)                                                                                               | —                  | —                  | —                  | —                  | —                  | Eerste publicatie: 1974                            |
| 1975 | Das Leben ist so wunderbar Ariola (Ariola)                                                                                        | —                  | —                  | —                  | —                  | —                  | Eerste publicatie: 1975                            |
| 1975 | Oh, wie bist du schön Ariola (Ariola)                                                                                             | —                  | —                  | —                  | —                  | —                  | Eerste publicatie: 1975                            |
| 1975 | Fröhlicher Musikant Ariola (Ariola)                                                                                               | —                  | —                  | —                  | —                  | —                  | Eerste publicatie: 1975                            |
| 1976 | Das Wandern ist des Tony’s Lust Ariola (Ariola)                                                                                   | —                  | —                  | —                  | —                  | —                  | Eerste publicatie: 1976                            |
| 1976 | Ja, so ist der Tony Ariola (Ariola)                                                                                               | —                  | —                  | —                  | —                  | —                  | Eerste publicatie: 1976                            |
| 1977 | Die Super-Stimmungs-Fête mit Tony Marshall Ariola (Ariola)                                                                        | —                  | —                  | —                  | —                  | —                  | Eerste publicatie: 1977                            |
| 1978 | Meine Wunschmelodien – Tony Marshall singt internationale Lieder Ariola (Ariola)                                                  | —                  | —                  | —                  | —                  | —                  | Eerste publicatie: 1978                            |
| 1979 | Ich klau dir eine Straßenbahn Ariola (Ariola)                                                                                     | —                  | —                  | —                  | —                  | —                  | Eerste publicatie: 1979                            |
| 1981 | Mach dir das Leben doch schön Ariola (Ariola)                                                                                     | —                  | —                  | —                  | —                  | —                  | Eerste publicatie: 1981                            |
| 1983 | Ach laß mich doch in deinem Wald der Oberförster sein Ariola (Ariola)                                                             | —                  | —                  | —                  | —                  | —                  | Eerste publicatie: 1983                            |
| 1984 | Laß das mal den Tony machen – Folge 2 Ariola (Ariola)                                                                             | 14 (6 weken)       | —                  | —                  | —                  | —                  | Eerste publicatie: 1984                            |
| 1986 | Laß das mal den Tony machen – Folge 3 Ariola (Ariola)                                                                             | 8 (5 weken)        | —                  | —                  | —                  | —                  | Eerste publicatie: 1986                            |
| 1988 | Laß das mal den Tony machen – Folge 4 White Records (BMG)                                                                         | 40 (3 weken)       | —                  | —                  | —                  | —                  | Eerste publicatie: 1988                            |
| 1988 | Die fröhlichen Fußballhits zur EM ’88 White Records (BMG)                                                                         | —                  | —                  | —                  | —                  | —                  | Eerste publicatie: 1988 met Berni                  |
| 1994 | So bin ich Intercord (IRS) | —                  | —                  | —                  | —                  | —                  | Eerste publicatie: februari 1994                   |
| 1995 | Go West Intercord (IRS) | —                  | —                  | —                  | —                  | —                  | Eerste publicatie: 16 februari 1995                |
| 2008 | Wie nie 313 Records (Sony BMG) | —                  | —                  | —                  | —                  | —                  | Eerste publicatie: 1 februari 2008                 |
| 2009 | 1000-mal an Dich gedacht Gloriella Music (Sony)                                                                                   | —                  | —                  | —                  | —                  | —                  | Eerste publicatie: 6 februari 2009                 |
| 2010 | Tony 2010 Gloriella Music (Sony)                                                                                                  | —                  | —                  | —                  | —                  | —                  | Eerste publicatie: 23 juli 2010                    |
| 2011 | Ich war noch nie dem Himmel so nah Seven Days Music (Sony)                                                                        | —                  | —                  | —                  | —                  | —                  | Eerste publicatie: 25 november 2011                |
| 2013 | Du bist der Wahnsinn Gloriella Music (Sony)                                                                                       | —                  | —                  | —                  | —                  | —                  | Eerste publicatie: 27 september 2013               |
| 2018 | Senioren sind nur zu früh geboren Flamingo Records (UMG)                                                                          | 87 (1 week)        | —                  | —                  | —                  | —                  | Eerste publicatie: 23 februari 2018                |
| 2021 | Der letzte Traum Telamo (WMG) | 92⁠ (1 week)        | —                  | —                  | —                  | —                  | Eerste publicatie: 5 november 2021                 |

Der letzte Traum bereikte de hitlijsten voor het eerst in februari 2023, na het overlijden van Marshall.

### Compilaties
| Jaar | Titel Muziekklabel                                                             | Hitlijstklassering | Hitlijstklassering | Hitlijstklassering | Hitlijstklassering | Hitlijstklassering | Opmerkingen                                        |
| Jaar | Titel Muziekklabel                                                             | DE                 | AT                 | CH                 | BEF                | NL                 | Opmerkingen                                        |
| ---- | ------------------------------------------------------------------------------ | ------------------ | ------------------ | ------------------ | ------------------ | ------------------ | -------------------------------------------------- |
| 1973 | Laß das mal den Tony machen! Ariola (Ariola)                                   | 9 (8 maanden)      | —                  | —                  | —                  | —                  | Eerste publicatie: januari 1973 Verkoop: + 250.000 |
| 1974 | Tony, Tony Tätärä Ariola (Ariola)                                              | —                  | —                  | —                  | —                  | —                  | Eerste publicatie: 1974                            |
| 1975 | Die großen Erfolge Ariola (Ariola)                                             | —                  | —                  | —                  | —                  | —                  | Eerste publicatie: 1975                            |
| 1977 | Tony Marshall und seine lustigen Musikanten Ariola (Ariola)                    | —                  | —                  | —                  | —                  | —                  | Eerste publicatie: 1977                            |
| 1977 | Schöne Maid Ariola (Ariola)                                                    | —                  | —                  | —                  | —                  | —                  | Eerste publicatie: 1977                            |
| 1978 | Bora Bora Ariola (Ariola)                                                      | —                  | —                  | —                  | —                  | —                  | Eerste publicatie: 1978                            |
| 1978 | Bora Bora (II) Ariola (Ariola)                                                 | —                  | —                  | —                  | —                  | —                  | Eerste publicatie: 1978                            |
| 1979 | Der Fröhlichmacher der Nation Ariola (Ariola)                                  | —                  | —                  | —                  | —                  | —                  | Eerste publicatie: 1979                            |
| 1985 | Tony, Tony noch einmal Ariola (Ariola)                                         | 19 (5 weken)       | —                  | —                  | —                  | —                  | Eerste publicatie: december 1985                   |
| 1986 | Auf der Straße nach Süden Ariola Express (Ariola)                              | —                  | —                  | —                  | —                  | —                  | Eerste publicatie: 1986                            |
| 1986 | Stimmung, Polka, Spaß Ariola Express (Ariola)                                  | —                  | —                  | —                  | —                  | —                  | Eerste publicatie: 1986                            |
| 1994 | Komm gib mir deine Hand Ariola Express (BMG)                                   | —                  | —                  | —                  | —                  | —                  | Eerste publicatie: 17 januari 1994                 |
| 2000 | Tony total White Records (BMG)                                                 | —                  | —                  | —                  | —                  | —                  | Eerste publicatie: 14 februari 2000                |
| 2008 | Best Of 313 Records (Sony BMG)                                                 | —                  | —                  | —                  | —                  | —                  | Eerste publicatie: 15 februari 2008                |
| 2008 | Das Allerbeste 313 Records (Sony BMG)                                          | —                  | —                  | —                  | —                  | —                  | Eerste publicatie: 26 september 2008               |
| 2011 | 50 Jahre Hits Gloriella Music (Sony)                                           | —                  | —                  | —                  | —                  | —                  | Eerste publicatie: 30 september 2011               |
| 2013 | 75 Jahre Tony Marshall – Die größten Hits meines Lebens Gloriella Music (Sony) | —                  | —                  | —                  | —                  | —                  | Eerste publicatie: 15 februari 2013                |
| 2016 | Tony’s größte Hits – Zum 60. Jubiläum Telamo (WMG)                             | —                  | —                  | —                  | —                  | —                  | Eerste publicatie: 28 oktober 2016                 |
| 2021 | Das Beste Telamo (WMG)                                                         | 49 (2 weken)       | —                  | —                  | —                  | —                  | Eerste publicatie: 28 mei 2021                     |
| 2023 | Das Beste – Gedenk-Edition Telamo (WMG)                                        | 10 (2 weken)       | 38 (1 week)        | —                  | —                  | —                  | Eerste publicatie: 10 maart 2023                   |

### Soundtracks
| Jaar | Titel Muzieklabel                             | Opmerkingen             |
| ---- | --------------------------------------------- | ----------------------- |
| 1979 | Heute hau’n wir auf die Pauke Ariola (Ariola) | Eerste publicatie: 1979 |

### Kerstalbums
| Jaar | Titel Muziekklabel                            | Opmerkingen             |
| ---- | --------------------------------------------- | ----------------------- |
| 1984 | Weihnachten mit Tony Marshall Ariola (Ariola) | Eerste publicatie: 1984 |

## Singles
| Jaar | Titel Album                                                                                | Hitlijstklassering | Hitlijstklassering | Hitlijstklassering | Hitlijstklassering | Hitlijstklassering | Opmerkingen                                                                                                 |
| Jaar | Titel Album                                                                                | DE                 | AT                 | CH                 | BEF                | NL                 | Opmerkingen                                                                                                 |
| ---- | ------------------------------------------------------------------------------------------ | ------------------ | ------------------ | ------------------ | ------------------ | ------------------ | --- |
| 1966 | Aline Wenn du allein zu Hause bist                                                         | —                  | —                  | —                  | —                  | —                  | Eerste publicatie: mei 1966                                                                                 |
| 1966 | C’est la vie Wenn du allein zu Hause bist                                                  | —                  | —                  | —                  | —                  | —                  | Eerste publicatie: september 1966                                                                           |
| 1966 | Love Me, Please Love Me Wenn du allein zu Hause bist                                       | —                  | —                  | —                  | —                  | —                  | Eerste publicatie: december 1966 Origineel: Michel Polnareff                                                |
| 1967 | Nur ein Wort Wenn du allein zu Hause bist                                                  | —                  | —                  | —                  | —                  | —                  | Eerste publicatie: mei 1967                                                                                 |
| 1967 | Es war nur Illusion Wenn du allein zu Hause bist                                           | —                  | —                  | —                  | —                  | —                  | Eerste publicatie: augustus 1967                                                                            |
| 1968 | Komm mit zu mir Wenn du allein zu Hause bist                                               | —                  | —                  | —                  | —                  | —                  | Eerste publicatie: april 1968                                                                               |
| 1969 | Married Woman –                                                                            | —                  | —                  | —                  | —                  | —                  | Eerste publicatie: maart 1969                                                                               |
| 1969 | Hey, ist das Leben so schön Ich fang für euch den Sonnenschein                             | —                  | —                  | —                  | —                  | —                  | Eerste publicatie: augustus 1969                                                                            |
| 1970 | Sweet Caroline Ich fang für euch den Sonnenschein                                          | —                  | —                  | —                  | —                  | —                  | Eerste publicatie: januari 1970 Origineel: Neil Diamond                                                     |
| 1970 | Hans im Glück Schöne Maid                                                                  | —                  | —                  | —                  | —                  | —                  | Eerste publicatie: april 1970                                                                               |
| 1970 | Zwischen heute und morgen Schöne Maid                                                      | —                  | —                  | —                  | —                  | —                  | Eerste publicatie: oktober 1970                                                                             |
| 1971 | Schöne Maid ook bekend als: Pretty Maid Schöne Maid                                        | 3 (56 weken)       | —                  | 6 (10 weken)       | 2 (14 weken)       | 2 (11 weken)       | Eerste publicatie: april 1971 (DE-versie) Eerste publicatie: augustus 1971 (EN-versie) Verkoop: + 3.000.000 |
| 1971 | Komm gib mir deine Hand Schöne Maid                                                        | 1 (37 weken)       | —                  | —                  | 29 (2 weken)       | 16 (6 weken)       | Eerste publicatie: november 1971 Verkoop: + 1.000.000                                                       |
| 1972 | Ich fang für euch den Sonnenschein                                                         | 11 (32 weken)      | —                  | —                  | —                  | 24 (5 weken)       | Eerste publicatie: juni 1972                                                                                |
| 1972 | … und in der Heimat Ich fang für euch den Sonnenschein                                     | 10 (25 weken)      | 15 (1 maand)       | —                  | —                  | —                  | Eerste publicatie: oktober 1972                                                                             |
| 1973 | Junge, die Welt ist schön Schöne Maid                                                      | 18 (20 weken)      | —                  | —                  | —                  | —                  | Eerste publicatie: juli 1973                                                                                |
| 1973 | Onkel Golle Junge, die Welt ist schön                                                      | 22 (8 weken)       | —                  | —                  | —                  | —                  | Eerste publicatie: november 1973                                                                            |
| 1974 | Tätärätätätätä Das Leben ist so wunderbar                                                  | 46 (2 weken)       | —                  | —                  | —                  | —                  | Eerste publicatie: mei 1974                                                                                 |
| 1974 | Wir trinken Brüderschaft mit der ganzen Stadt Fröhlicher Musikant                          | 45 (2 weken)       | —                  | —                  | —                  | —                  | Eerste publicatie: december 1974                                                                            |
| 1975 | Anna-Karina Das Leben ist so wunderbar                                                     | —                  | —                  | —                  | —                  | —                  | Eerste publicatie: mei 1975                                                                                 |
| 1975 | Fahr mich in die Ferne Fröhlicher Musikant                                                 | —                  | —                  | —                  | —                  | —                  | Eerste publicatie: oktober 1975                                                                             |
| 1976 | Vom Hofbräuhaus zur Reeperbahn Ja, so ist der Tony                                         | —                  | —                  | —                  | —                  | —                  | Eerste publicatie: februari 1976                                                                            |
| 1976 | Der Star Ja, so ist der Tony                                                               | —                  | —                  | —                  | —                  | —                  | Eerste publicatie: maart 1976 Origineel: Nizza Thobi                                                        |
| 1976 | Allein (… auf der großen Hazienda) Ja, so ist der Tony                                     | —                  | —                  | —                  | —                  | —                  | Eerste publicatie: juni 1976 Origineel: George Baker Selection                                              |
| 1976 | Wir wollen doch mal wieder Stimmung machen Die Super-Stimmungs-Fête mit Tony Marshall      | —                  | —                  | —                  | —                  | —                  | Eerste publicatie: december 1976                                                                            |
| 1977 | Wir sind die Tramps von der Pfalz Die Super-Stimmungs-Fête mit Tony Marshall               | —                  | —                  | —                  | —                  | —                  | Eerste publicatie: juni 1977                                                                                |
| 1977 | Oh Miranda Ich klau dir eine Straßenbahn                                                   | —                  | —                  | —                  | —                  | —                  | Eerste publicatie: september 1977                                                                           |
| 1978 | Bora Bora                                                                                  | 16 (26 weken)      | —                  | —                  | —                  | —                  | Eerste publicatie: maart 1978                                                                               |
| 1978 | Auf der Straße nach Süden Meine Wunschmelodien – Tony Marshall singt internationale Lieder | 41 (3 weken)       | —                  | —                  | —                  | —                  | Eerste publicatie: september 1978 Origineel: Marc Seaberg – Looking for Freedom                             |
| 1979 | Wir zahlen keine Miete mehr Ich klau dir eine Straßenbahn                                  | —                  | —                  | —                  | —                  | —                  | Eerste publicatie: januari 1979                                                                             |
| 1979 | Ich will mit dir spielen Ich klau dir eine Straßenbahn                                     | —                  | —                  | —                  | —                  | —                  | Eerste publicatie: april 1979 Origineel: Dorados – Mary ven con migo                                        |
| 1979 | Ich klau dir eine Straßenbahn                                                              | —                  | —                  | —                  | —                  | —                  | Eerste publicatie: augustus 1979                                                                            |
| 1979 | Wir bleiben noch etwas hier Ich klau dir eine Straßenbahn                                  | —                  | —                  | —                  | —                  | —                  | Eerste publicatie: september 1979                                                                           |
| 1980 | Bring mir noch ein Bier Mach dir das Leben doch schön                                      | —                  | —                  | —                  | —                  | —                  | Eerste publicatie: juni 1980                                                                                |
| 1980 | Bleib nicht allein Mach dir das Leben doch schön                                           | —                  | —                  | —                  | —                  | —                  | Eerste publicatie: oktober 1980                                                                             |
| 1980 | Mach dir das Leben doch schön                                                              | —                  | —                  | —                  | —                  | —                  | Eerste publicatie: november 1980                                                                            |
| 1981 | Komm’ und setz dich zu mir Ach laß mich doch in deinem Wald der Oberförster sein           | —                  | —                  | —                  | —                  | —                  | Eerste publicatie: 1981                                                                                     |
| 1982 | Kilimandscharo Ach laß mich doch in deinem Wald der Oberförster sein                       | —                  | —                  | —                  | —                  | —                  | Eerste publicatie: april 1982                                                                               |
| 1982 | Tante Caledonia Partyzeit – Seine besten Stimmungshits                                     | —                  | —                  | —                  | —                  | —                  | Eerste publicatie: 1982                                                                                     |
| 1982 | Jim und Andy Ach laß mich doch in deinem Wald der Oberförster sein                         | 63 (1 week)        | —                  | —                  | —                  | —                  | Eerste publicatie: 1982 Origineel: G. G. Anderson                                                           |
| 1982 | Vater und Sohn Stunde der Stars                                                            | —                  | —                  | —                  | —                  | —                  | Eerste publicatie: 1982 met Marc Marshall                                                                   |
| 1983 | Ach laß mich doch in deinem Wald der Oberförster sein                                      | —                  | —                  | —                  | —                  | —                  | Eerste publicatie: 1983                                                                                     |
| 1983 | In unserm Städtchen Ach laß mich doch in deinem Wald der Oberförster sein                  | —                  | —                  | —                  | —                  | —                  | Eerste publicatie: 1983                                                                                     |
| 1983 | Flieg Katamaran Ach laß mich doch in deinem Wald der Oberförster sein                      | —                  | —                  | —                  | —                  | —                  | Eerste publicatie: 1983                                                                                     |
| 1984 | Das werden wir alles überleben Partyzeit – Seine besten Stimmungshits                      | —                  | —                  | —                  | —                  | —                  | Eerste publicatie: 1984                                                                                     |
| 1984 | Oh Grenada –                                                                               | —                  | —                  | —                  | —                  | —                  | Eerste publicatie: 1984                                                                                     |
| 1985 | Tony Tony noch einmal                                                                      | —                  | —                  | —                  | —                  | —                  | Eerste publicatie: 1985                                                                                     |
| 1985 | Walzer von Napoli Partyzeit – Seine besten Stimmungshits                                   | —                  | —                  | —                  | —                  | —                  | Eerste publicatie: 1985                                                                                     |
| 1985 | So jung wie heut’ kommen wir nie wieder zusammen Laß das mal den Tony machen – Folge 3     | —                  | —                  | —                  | —                  | —                  | Eerste publicatie: 1985                                                                                     |
| 1986 | Schöne Therese Partyzeit – Seine besten Stimmungshits                                      | —                  | —                  | —                  | —                  | —                  | Eerste publicatie: 1986                                                                                     |
| 1986 | In Freudenstadt im Schwarzwald Partyzeit – Seine besten Stimmungshits                      | —                  | —                  | —                  | —                  | —                  | Eerste publicatie: 1986                                                                                     |
| 1986 | In Amsterdam Partyzeit – Seine besten Stimmungshits                                        | —                  | —                  | —                  | —                  | —                  | Eerste publicatie: 1986                                                                                     |
| 1986 | Adios Amigos (Das Lied von Mexico) Laß das mal den Tony machen – Folge 3                   | —                  | —                  | —                  | —                  | —                  | Eerste publicatie: 1986                                                                                     |
| 1987 | Wir sind die Champions (olé, olé, olé) Komm gib mir deine Hand                             | —                  | —                  | —                  | —                  | —                  | Eerste publicatie: 1987 Origineel: Grand Jojo et les joueurs – Anderlecht Champion                          |
| 1988 | Äähner geht noch noi Laß das mal den Tony machen – Folge 4                                 | —                  | —                  | —                  | —                  | —                  | Eerste publicatie: 1988 Origineel: Traditional                                                              |
| 1989 | Ich träume jede Nacht von dir Partyzeit – Seine besten Stimmungshits                       | —                  | —                  | —                  | —                  | —                  | Eerste publicatie: 1989                                                                                     |
| 1989 | Na Na Hey Hey Good-Bye –                                                                   | —                  | —                  | —                  | —                  | —                  | Eerste publicatie: 1989 Origineel: Steam – Na Na Hey Hey Kiss Him Goodbye                                   |
| 1989 | Heute hau’n wir auf die Schöne Maid –                                                      | —                  | —                  | —                  | —                  | —                  | Eerste publicatie: 1989                                                                                     |
| 1990 | Resi bring Bier Komm gib mir deine Hand                                                    | 42 (5 weken)       | —                  | —                  | —                  | —                  | Eerste publicatie: 1990 met Roberto Blanco Origineel: David Hasselhoff – Crazy for You                      |
| 1990 | Morgen, mañana –                                                                           | —                  | —                  | —                  | —                  | —                  | Eerste publicatie: 1990 Origineel: David Hasselhoff – After manana mi ciello                                |
| 1991 | Limbo auf Jamaika Komm gib mir deine Hand                                                  | —                  | —                  | —                  | —                  | —                  | Eerste publicatie: 1991 met Roberto Blanco Origineel: David Hasselhoff – Do the Limbo Dance                 |
| 1991 | Mein Elternhaus Das Beste                                                                  | —                  | —                  | —                  | —                  | —                  | Eerste publicatie: 1991                                                                                     |
| 1992 | Jetzt geht’s los! Das Allerbeste                                                           | —                  | —                  | —                  | —                  | —                  | Eerste publicatie: 1992                                                                                     |
| 1993 | Dance Pot –                                                                                | —                  | —                  | —                  | —                  | —                  | Eerste publicatie: 29 april 1993                                                                            |
| 1993 | No, No Marleen So bin ich                                                                  | —                  | —                  | —                  | —                  | —                  | Eerste publicatie: december 1993                                                                            |
| 1993 | Wir singen Loop Di Love Go West                                                            | —                  | —                  | —                  | —                  | —                  | Eerste publicatie: 1993 Origineel: Pandelis Ghinis – Ntirlanta (Dirlada)                                    |
| 1993 | Holiday (Träume von Urlaub und Freiheit) So bin ich                                        | —                  | —                  | —                  | —                  | —                  | Eerste publicatie: 1993                                                                                     |
| 1995 | No, no es ist nichts passiert Go West                                                      | —                  | —                  | —                  | —                  | —                  | Eerste publicatie: 1995                                                                                     |
| 1998 | Lachen lachen (Wulle Wulle) –                                                              | —                  | —                  | —                  | —                  | —                  | Eerste publicatie: 2 november 1998                                                                          |
| 1999 | Hoppladidi hoppladada Partyzeit – Seine besten Stimmungshits                               | —                  | —                  | —                  | —                  | —                  | Eerste publicatie: 27 september 1999                                                                        |
| 2000 | Die Hände zum Himmel Partyzeit – Seine besten Stimmungshits                                | —                  | —                  | —                  | —                  | —                  | Eerste publicatie: 17 januari 2000 Origineel: Van alles wé – En nou die hendjes de lucht in                 |
| 2000 | Tony aus der Pfalz Partyzeit – Seine besten Stimmungshits                                  | —                  | —                  | —                  | —                  | —                  | Eerste publicatie: 17 juli 2000                                                                             |
| 2001 | In unser’m Stammlokal Partyzeit – Seine besten Stimmungshits                               | —                  | —                  | —                  | —                  | —                  | Eerste publicatie: 25 juni 2001                                                                             |
| 2002 | Und der Magen knurrt bis nach Klagenfurt Partyzeit – Seine besten Stimmungshits            | —                  | —                  | —                  | —                  | —                  | Eerste publicatie: 4 februari 2002                                                                          |
| 2002 | Rudi –                                                                                     | —                  | —                  | —                  | —                  | —                  | Eerste publicatie: 21 mei 2002 met Pascal Marshall                                                          |
| 2003 | Olé, hier tanzt der Bär! –                                                                 | —                  | —                  | —                  | —                  | —                  | Eerste publicatie: 2003 Origineel: Traditional                                                              |
| 2014 | Ich wünsch mir eine Autobahn Tony’s größte Hits – Zum 60. Jubiläum                         | —                  | —                  | —                  | —                  | —                  | Eerste publicatie: 27 juni 2014                                                                             |
| 2015 | Antonia Tony’s größte Hits – Zum 60. Jubiläum                                              | —                  | —                  | —                  | —                  | —                  | Eerste publicatie: 25 mei 2015                                                                              |
| 2015 | In Baden-Baden –                                                                           | —                  | —                  | —                  | —                  | —                  | Eerste publicatie: 22 november 2015 met Pascal Marshall & Pete Tex                                          |
| 2021 | Der letzte Traum                                                                           | —                  | —                  | —                  | —                  | —                  | Eerste publicatie: 16 juli 2021                                                                             |

## Videoalbums en muziekvideo's

### Videoalbums
| Jaar | Titel Muzieklabel      | Opmerkingen                           |
| ---- | ---------------------- | ------------------------------------- |
| 2022 | Das Beste Telamo (WMG) | Erstveröffentlichung: 28. Januar 2022 |

### Muziekvideo's
| Jaar | Titel            | Regisseur(s) |
| ---- | ---------------- | ------------ |
| 2021 | Der letzte Traum |              |

## Speciale publicaties

### Albums
| Jaar | Titel Muzieklabel                                                            | Opmerkingen                                                                  |
| ---- | ---------------------------------------------------------------------------- | ---------------------------------------------------------------------------- |
| 1976 | Tony Marshall Ariola (Ariola)                                                | Eerste publicatie: 1976 Speciale editie Deutscher Schallplattenclub          |
| 1977 | Die goldenen Super 20 Ariola (Ariola)                                        | Eerste publicatie: 1977 Deel van de Die-goldenen-Super-20-reeks              |
| 1978 | Star Discothek Ariola (Ariola)                                               | Eerste publicatie: 1978 Deel van de Star-Discothek-reeks                     |
| 1979 | Das Star Album Ariola (Ariola)                                               | Eerste publicatie: 1979 Deel van de Das-Star-Album-reeks                     |
| 1984 | Stunde der Stars Ariola (Ariola)                                             | Eerste publicatie: 1984 Deel van de Stunde-der-Stars-reeks                   |
| 2009 | Dieter Thomas Heck präsentiert: 40 Jahre ZDF Hitparade 313 Records (Sony)    | Eerste publicatie: 20 februari 2009 Deel van de 40-Jahre-ZDF-Hitparade-reeks |
| 2013 | Wunschkonzert Telamo (Sony)                                                  | Eerste publicatie: 15 februari 2013 Deel van de Wunschkonzert-reeks          |
| 2015 | Das Beste & noch mehr … Telamo (WMG)                                         | Eerste publicatie: 11 september 2015 Deel van de Das-Beste-&-noch-mehr-reeks |
| 2019 | Wie nie + Ach laß mich doch in deinem Wald der Oberförster sein Telamo (WMG) | Eerste publicatie: 7 juni 2019 Deel van de 2-in-1-Sparset-reeks              |

### Liederen
| Jaar | Titel Album                                                                         | Opmerkingen                                                   |
| ---- | ----------------------------------------------------------------------------------- | ------------------------------------------------------------- |
| 2021 | Bora Bora Schlager-Spaß mit Andy Borg – Die Zweite – Meine Lieblingslieder im Duett | Eerste publicatie: 2 april 2021 Andy Borg feat. Tony Marshall |

## Promopublicaties
| Jaar | Titel Album                                          | Opmerkingen                        |
| ---- | ---------------------------------------------------- | ---------------------------------- |
| 2009 | 1000-mal an Dich gedacht                             | Eerste publicatie: september 2009  |
| 2009 | Nochmals will ich dich nicht verlier’n Tony 2010     | Eerste publicatie: september 2009  |
| 2013 | Und noch heut’ träume ich von San Michele Tony 2010  | Eerste publicatie: 2013            |
| 2013 | Und wieder will ich wieder dich Du bist der Wahnsinn | Eerste publicatie: 12 juli 2013    |
| 2013 | Du bist der Wahnsinn                                 | Eerste publicatie: 25 oktober 2013 |

## Boxsets
| Jaar | Titel Muzieklabel                                        | Opmerkingen                      |
| ---- | -------------------------------------------------------- | -------------------------------- |
| 2009 | Partyzeit – Seine besten Stimmungshits Sony Music (Sony) | Eerste publicatie: 13 maart 2009 |

## Statistiek

### Evaluatie
|                         | DE | AT | CH | BEF | NL |
| ----------------------- | -- | -- | -- | --- | -- |
| Nummer 1-albums         | —  | —  | —  | —   | —  |
| Top 10-albums           | 4  | —  | —  | —   | —  |
| Albums in de hitlijsten | 13 | 1  | —  | —   | —  |

|                          | DE | AT | CH | BEF | NL |
| ------------------------ | -- | -- | -- | --- | -- |
| Nummer 1-singles         | 1  | —  | —  | —   | —  |
| Top 10-singles           | 3  | —  | 1  | 1   | 1  |
| Singles in de hitlijsten | 12 | 1  | 1  | 2   | 3  |

### Onderscheidingen voor muziekverkoop
Opmerking: Toekenningen in landen uit de hitlijsten kunnen hierin worden gevonden.
| Land/regio       | Goud | Platina | Verkoop   | Bronnen                 |
| ---------------- | ---- | ------- | --------- | ----------------------- |
| Duitsland (BVMI) | 3    | 1       | 2.000.000 | Individuele referenties |
| Totaal           | 3    | 1       |           |                         |